# Saad Hariri
Saad Hariri (tiếng Ả Rập: سعد الدين الحريري), tên đầy đủ là Saadeddin Rafiq al-Hariri (tiếng Ả Rập: سعد الدين رفيق الحريري, Saʿd ad-Dīn Rafīq al-Ḥarīrī) là một chính khách người Liban. Ông trở thành chủ tịch Hội đồng Bộ trưởng Liban lần 2 vào tháng 12 năm 2016. Trước đó, ông từng giữ chức chủ tịch Hội đồng Bộ trưởng từ tháng 11 năm 2009 đến tháng 6 năm 2011. Ông là con trai thứ hai của cựu chủ tịch Hội đồng Bộ trưởng Liban Rafic Hariri, người đã bị ám sát vào năm 2005. Hariri là chủ tịch Hội đồng Bộ trưởng từ ngày 09 tháng 11 năm 2009 cho đến khi nội các của sụp đổ trong ngày 12 tháng 1 năm 2011. Ông cũng là lãnh đạo của Phong trào Tương lai (tiếng Ả Rập: تيار المستقبل, Tayyar Al-Mustaqbal) từ năm 2005. Ông được xem như là "bù nhìn mạnh nhất" của phong trào 14 tháng 3. Sau khi chính phủ của ông sụp đổ vào năm 2011, Hariri di chuyển ra nước ngoài. Ngày 08 tháng 8 năm 2014, ông quay về Liban lần đầu tiên trong ba năm mà không báo trước. Ông được bổ nhiệm làm chủ tịch Hội đồng Bộ trưởng lần thứ hai vào ngày 03 tháng 11 năm 2016. Nội các của ông được thành lập vào ngày 18 tháng 12 năm 2016.

## Tuổi trẻ
Saad Hariri được sinh ra tại Riyadh, Ả Rập Xê-út vào ngày 18 tháng 4 năm 1970. Ông là con trai của Rafic Hariri và người vợ đầu tiên người Iraq Nida Bustani. Ngoài tiếng mẹ đẻ Ả Rập của ông, Hariri còn có thể nói được tiếng Anh, tiếng Pháp và tiếng Ý. Năm 1992, ông tốt nghiệp chuyên ngành Quản trị kinh doanh tại Trường kinh doanh McDonough thuộc Đại học Georgetown. Sau đó ông trở về Ả Rập Saudi, nơi ông quản lý một phần công việc của cha mình ở Riyadh cho đến khi cha ông bị ám sát năm 2005.

## Hoạt động kinh doanh
Trước khi bước vào chính trường, Hariri từng đảm nhiệm chức Chủ tịch Ủy ban điều hành của Công ty Viễn thông Oger Telecom, hoạt động ở Trung Đông và châu Phi. Ngoài ra, Hariri là chủ tịch của Omnia Holdings và là thành viên hội đồng quản trị của Oger International Entreprise de Travaux Internationaux.

## Sự nghiệp chính trị
Ngày 20 tháng 4 năm 2005, gia đình Hariri tuyên cáo rằng Saad Hariri sẽ dẫn dắt Phong trào Tương lai, một phong trào Sunni đã được thành lập bởi người cha quá cố của ông. Ông cũng là Minh chủ của Liên minh 14 tháng 3, một liên minh giữa các nhóm chính trị sinh ra từ cuộc Cách mạng Cedar. Thông qua hàng loạt các cuộc biểu tình toàn dân cùng hỗ trợ từ các nước phương Tây, quân đội Syria buộc phải rút khỏi Liban vào năm 2005 sau khi hiện diện ở đây hơn 29 năm.
Trong năm 2007, Tổng thống Pháp Jacques Chirac đã trao Huân chương "Legion d'Honneur" (Bắc Đẩu Bội tinh) cho Saad Hariri.
Ngày 8 tháng 6 năm 2009, một ngày sau bầu cử Nghị viện Liban, Hariri tuyên bố Liên minh thân phương Tây của ông đã dành thắng lợi trước các đảng thân Syria. Dù vậy, ông vẫn muốn phe Hezbollah tham gia vào một liên minh chính trị. Sau lượt đếm lần đầu tiên, đảng của ông giành được 71 trên tổng số 128 ghế ở Nghị viện. Cuộc bầu cử này được xem là có ý nghĩa quan trọng ở cả Liban lẫn nước ngoài vì nó "có thể gây ảnh hướng đến cán cân quyền lực giữa phe ôn hoà và phe Hồi giáo cực đoan trong khu vực."
Tuy nhiên, ông đã không thể thực hiện kế hoạch thành lập một Chính phủ đoàn kết dân tộc với sự tham gia của phe đối lập. Chỉ 10 tuần sau cuộc bầu cuộc bầu cử, ông tuyên bố từ bố tử bỏ chức vụ chủ tịch Hội đồng Bộ trưởng.
Saad Hariri đã được mời nhận chức vụ này 2 lần kể từ sau năm 2009, vì theo hệ thống Liban, chức vụ này phải do một tín đồ Hồi giáo Sunni đảm nhiệm. Tuy nhiên, ông đã từ chối cả hai lần sau khi nghe lời khuyên của cựu cố vấn Fuad Siniora của cha ông. Ngay cả các thành viên của phe đối lập cũng đã hỗ trợ cuộc đề cử trong năm 2009 của ông.
Trong cuộc nội chiến Syria, Hariri bị nghi ngờ là một trong những nhân vật chủ chốt trong tổ chức cung cấp vũ khí cho quân nổi dậy.
Sau 29 tháng bế tắc trong bầu cử tổng thống, tháng 10 năm 2016, Michel Aoun, một tín đồ công giáo Maronite, đã được bầu chọn làm tổng thống Liban. Điều này cho phép Hariri có thể tiếp tục sự nghiệp của mình. Aoun là đồng minh của dân quân Hezbollah. Ngay sau đó, Aoun đã ký sắc lệnh bổ nhiệm Hariri làm chủ tịch Hội đồng Bộ trưởng lần thứ hai. Ngày 18 tháng 12, ông đã trở lại cương vị chủ tịch Hội đồng Bộ trưởng Liban lần thứ hai.

## Đời tư
Hariri giữ hai quốc tịch, Liban và Ả Rập Xê-út. Ông kết hôn với Lara Bashir Al Azem vào năm 1998 và có ba người con: Houssam (sinh năm 1999), Loulwa (sinh năm 2001) và Abdulaziz (sinh năm 2005). Vợ của ông có xuất thân từ một gia đình Syria danh giá. Ông sống ở Paris, Pháp từ năm 2011 vì lý do an toàn, nhưng đã quay về Liban vào ngày 08 tháng 8 năm 2014.
Tài sản ròng của ông đã biến động kể từ cái chết của cha. Con số hiện nay thường dao động từ 1,5 đến 2 tỷ USD. Tuy nhiên, theo tạp chí Forbes, tính đến năm 2011, ông là người giàu nhất thứ 595 trên thế giới với tài sản ròng lên tới 2 tỷ USD.